# Октябрський район (Челябінська область)
Октябрський район - муніципальне утворення в Челябінській області Російської Федерації.
Адміністративний центр - село Октябрське.

## Географія
Район розташований в східній частині області. В межах району тече річка Уй, налічується 280 озер. На території району розташовані два державних заказника: Селіткульський та Кочердицький. Район межує: на сході - з Целінним, на півночі - з Альменевським, Сафакулевським районами Курганської області, на заході - з Єткульським, Увельським, Троїцьким районами Челябінської області, на півдні - з Федоровським районом Кустанайської області Казахстану.

## Історія
Утворений район 10 травня 1935 року.

## Економіка
Основна галузь - сільське господарство. Сільськогосподарські підприємства: 7 акціонерних товариств, 5 колгоспів, 2 колективних підприємства та 165 селянських (фермерських) господарств. Діяльність основних підприємств пов'язана з переробкою сільськогосподарської сировини. Великі промислові підприємства - не існує все розвалено!